# 機器對機器
機器對機器（英語：Machine to machine，常縮寫爲M2M），意爲機器設備之間在無需人爲干預的情形下，直接透過網路溝通而自行完成任務的一個模式或系統。舉例來說，一個設備上的電子溫度計或庫存感測器將所偵測到的數據直接傳送到後臺電腦上的軟體，該軟體可根據該數據將所需採取的行動以指令的方式傳回到該設備上。這樣來回的溝通方式在以前都必須先透過中轉才能取得相應的服務；而且，傳統的方式也比較耗能。
現在更多的機器對機器通訊已經轉變爲將一個將資料傳送到個人應用裝置的網路系統。全世界TCP/IP網路的普及使得機器對機器通訊更快、更簡單，而且更省電，因而也帶來不少商機。

## 應用
在許多領域裏，機器對機器可以利用四通八達的無線網路來改善生產及提升效率。譬如工廠設備透過自己的傳感器，可以在發生問題時馬上通知製造商，這樣可以讓設備保持在最高的效率。
另外一個應用是各種公用事業的智慧計量表，利用無線網路連結做集中監管；這樣可以避免實際的數字被竄改，有效地防止作假。在加拿大，羅傑斯通訊協助魁北克電力公司將全省3900萬的智慧電表所收集的資料傳遞到中央系統。2013年，西班牙電信贏得一張21億美元的15年期合同，計劃爲英國中部和南部5300萬部智慧電表及天然氣表提供無線連接。
廣告商或者業者也可以利用無線網路來快速更新分散在各地的電子看板上的訊息，譬如加油站的油價。
機器對機器在工業上的應用正在面臨快速的轉變，因爲企業正逐漸暸解到將分散在各處的人員、裝置、感測器及設備連接到企業的網路所創造的價值。今日，舉例來說，像是油氣、精緻農業、軍隊、政府、智慧城市、製造、公共事業等各行各業已將機器對機器應用在許多用途。許多公司已經採用複雜而有效率的技術，像是高速資料傳輸、隨建即連網路、行動網路回傳等，來保證資料傳輸的品質。
車載資訊系統以及車內娛樂系統也是機器對機器開發者所關注的領域。例如，福特汽車與AT&T合作，將內嵌無線模組的福克斯汽車電動版與一個前台應用程序連結，以讓車主監看及控制車子的電池狀況、計劃旅程、尋找充電站、以及預先打開車內空調。2011年，奧迪與T-Mobile及RACO無線公司提供了奥迪connect服務，該服務使得車輛具備加密的行動Wi-Fi熱點，並且自帶新聞、天氣、旅遊等訊息。